# Gary Jonland
Gary Michael Jonland (* 21. Juni 1952 in Chicago, Illinois) ist ein ehemaliger US-amerikanischer Eisschnellläufer.
Jonland wurde 1966 bereits als Jugendlicher nationaler Meister. 1968 schaffte er dies ebenfalls als Junior über die langen Strecken, 1969 und 1970 über die Mittelstrecken. Bei den Mehrkampfweltmeisterschaften 1972 und 1973 erreichte er die Plätze 18 und 17. Bei den Weltmeisterschaften im Sprint in den gleichen Jahren belegte er die Ränge 33 und 20.
Jonland trat 1972 ebenfalls bei den Olympischen Winterspielen im japanischen Sapporo an. Über 1500 Meter gelang ihm ein 14. Platz.
Sein bestes Ergebnis in einem internationalen Wettkampf war ein vierter Rang über die 500-m-Strecke bei den Mehrkampfweltmeisterschaften 1973.

## Persönliche Bestzeiten
| Strecke | Zeit        | Datum           | Ort                  |
| ------- | ----------- | --------------- | -------------------- |
| 500 m   | 39,70 s     | 7. Januar 1972  | Davos                |
| 1000 m  | 1:19,30 min | 7. Januar 1972  | Davos                |
| 1500 m  | 2:03,67 min | 16. Januar 1972 | Madonna di Campiglio |
| 3000 m  | 4:29,70 min | 19. Januar 1973 | Davos                |
| 5000 m  | 7:49,40 min | 20. Januar 1973 | Davos                |